# Le Banquet (film, 1967)
Pour les articles homonymes, voir Le Banquet.
Pour plus de détails, voir Fiche technique et Distribution.
Le Banquet (宴, Utage) est un film japonais réalisé par Heinosuke Gosho, sorti en 1967.

## Synopsis
Japon, 26 janvier 1936. Suzuko s'apprête à envoyer une invitation à un spectacle de kabuki à Ryuichiro Tate. Suzuko a rencontré Ryuichiro Tate six ans plus tôt alors que son frère et lui étaient élèves officiers à l'école militaire. Mais si Seiki, le frère de Suzuko, a abandonné sa carrière militaire pour se consacrer à des études d'art au grand désarrois de leur père, Tate lui est un idéaliste obsédé par la grandeur du Japon et se sentant investit d'une mission pour son pays.
Suzuko est tombée éperdument amoureuse de Ryuichiro Tate mais le jeune homme, bien que partageant ses sentiments, a repoussé ses avances. Il ne veut être lié à personne car rien ne doit le détourner de ses idéaux. Par dépit, Suzuko a accepté d'épouser Shennosin Kanze, un acteur de Nô issu d'une grande famille. Le mariage arrangé est un échec, si Suzuko se consacre entièrement à ses devoirs de maitresse de maison, un fossé s'est creusé entre les deux époux.
En ce début d'année 1936, il se dit que la division de Ryuichiro Tate pourrait être envoyée faire la guerre en Mandchourie, c'est pourquoi Suzuko cherche à revoir le jeune homme avant son départ en lui envoyant cette invitation à un spectacle de kabuki. Ryuichiro Tate lui, avec d'autres officiers ultra-nationalistes de l'Armée impériale japonaise, partisans de la voie impériale inspirée par l'idée de restauration de Shōwa se prépare à passer à l'action.
Le 26 février 1936, Ryuichiro Tate participe au coup d'état qui vise à renverser le gouvernement.

## Fiche technique
- Titre : Le Banquet[1],[2]
- Titre original : 宴 (Utage?)
- Réalisation : Heinosuke Gosho
- Scénario : Hideo Horie, d'après un roman de Yutaka Tonegawa (ja)
- Photographie : Hiroyuki Nagaoka
- Direction artistique : Tatsuo Hamada
- Musique : Ichirō Saitō
- Producteur : Hiroyuki Nagaoka
- Sociétés de production : Shōchiku
- Pays d'origine :  Japon
- Langue originale : japonais
- Format : noir et blanc - 2,35:1 - son mono
- Genre : Film dramatique, film historique
- Durée : 104 minutes (métrage : 8 bobines - 2 731 m[3])
- Dates de sortie :
  - Japon : 14 janvier 1967[3]

## Distribution
- Shima Iwashita : Suzuko
- Jin Nakayama : Ryuichiro Tate
- Masaya Takahashi : Seiki Shirasaka, le frère de Suzuko
- Kyūzō Kawabe : Shennosin Kanze
- Eitarō Shindō : le père de Suzuko et de Seiki
- Takahiro Tamura
- Kumi Hayase
- Hiroshi Fujioka
- Eiji Okada
- Eijirō Yanagi
- Hideo Kanze
- Mitsuko Mito
- Bunta Sugawara
- Taketoshi Naitō

## Autour du film
Le Banquet est considéré comme le dernier film important de Heinosuke Gosho. Le coup d'état dont il est question dans le film est connu sous le nom de l'Incident du 26 février.